# Lago Steinibühlweiher
O Lago Steinibühlweiher é um lago artificial localizado em Sempach no cantão de Lucerna, na Suíça. O reservatório tem uma área de 3 ha.